# Valea Lungă
Valea Lungă es una comuna ubicada en el distrito de Dâmbovița, Rumania.

## Superficie
Posee una superficie de 66,72 kilómetros cuadrados.

## Demografía
Hasta 2021 la población era de 4518 habitantes, con una densidad de población de 67,72 habitantes por kilómetro cuadrado.